# Henry Hubbard

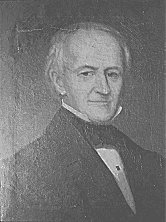
Henry Hubbard

Henry Hubbard (* 3. Mai 1784 in Charlestown, Sullivan County, New Hampshire; † 5. Juni 1857 ebenda) war ein US-amerikanischer Politiker und von 1842 bis 1844 Gouverneur des Bundesstaates New Hampshire. Zwischen 1829 und 1841 vertrat er seinen Staat in beiden Kammern des Kongresses.

## Frühe Jahre und politischer Aufstieg
Henry Hubbard genoss zunächst eine private Erziehung und besuchte dann bis 1803 das Dartmouth College. Nach einem anschließenden Jurastudium in Portsmouth wurde er im Jahr 1806 als Rechtsanwalt zugelassen. Daraufhin begann er in Charlestown seinen neuen Beruf auszuüben.
Im Jahr 1810 wurde er in seiner Heimatstadt als „Town Moderator“ Leiter der Bürgerversammlung. Dieses Amt übte er insgesamt 16 Mal aus. Zwischen 1812 und 1827 war er mehrfach Abgeordneter im Repräsentantenhaus von New Hampshire. Dabei war er 1825 bis 1827 Speaker des Hauses. Von 1823 bis 1828 war er auch Anwalt des Cheshire County, von 1827 bis 1829 war er Richter an einem Nachlassgericht im Sullivan County. In seinen frühen Jahren war Hubbard Mitglied der Föderalistischen Partei. Später wechselte er dann zur Demokratischen Partei von Andrew Jackson.

## Hubbard im Kongress
Mit Hilfe seines Freundes Levi Woodbury wurde Hubbard im Jahr 1828 als Kandidat der Demokratischen Partei in das US-Repräsentantenhaus in Washington, D.C. gewählt. Dort vertrat er zwischen dem 4. März 1829 und dem 3. März 1835 seinen Bundesstaat. Er wurde Vorsitzender eines Ausschusses, der sich mit den Abfindungen für die Veteranen der amerikanischen Revolution befasste (Committee on Revolutionary Pensions). Bei den Kongresswahlen des Jahres 1834 schaffte er den Sprung vom Repräsentantenhaus in den Senat. Als Class-2-Senator trat er am 4. März 1835 die Nachfolge von Samuel Bell an. Im Senat war er Vorsitzender des Ausschusses, der sich mit Ansprüchen an die Bundesregierung befasste (Committee on Claims). Er absolvierte seine sechsjährige Legislaturperiode bis zum 3. März 1841 und schied dann aus dem Kongress aus. Sein Senatssitz ging dann an Woodbury.

## Gouverneur von New Hampshire
Im Jahr 1842 wurde Hubbard mit 55,8 Prozent der Stimmen gegen den Whig-Kandidaten Enos Stevens zum neuen Gouverneur seines Staates gewählt. Nach einer Wiederwahl im Jahr 1843 konnte er zwischen dem 2. Juni 1842 und dem 6. Juni 1844 im Amt bleiben. Er setzte sich für eine Senkung er Grundsteuern für Frauen ein und war ein Gegner der Todesstrafe. Gouverneur Hubbard trat auch für eine Senkung der hohen Einfuhrzölle der Bundesregierung ein.

## Weiterer Lebenslauf
Zwischen 1846 und 1849 war Hubbard bei der Bundesfinanzbehörde in Boston angestellt. Danach zog er sich in den Ruhestand zurück. Henry Hubbard starb am 5. Juni 1857 und wurde in seiner Heimatstadt Charlestown beigesetzt. Mit seiner Frau Sally Walker Dean hatte er fünf Kinder.